# Enrique Irazoqui
Enrique Irazoqui (Barcelona, 5 de julio de 1944-Barcelona, 16 de septiembre de 2020) fue un actor, ajedrecista, economista y profesor de Literatura en Español afincado en Cadaqués.

## Biografía
Irazoqui era hijo de un psiquiatra español y una empresaria italiana. Tras estudiar Economía en Barcelona, se trasladó a Estados Unidos, donde cursó estudios de Literatura Española, dado el hastío que le producía el mundo de la empresa (el hastío lo soportaba leyendo a Kafka y a los surrealistas cada noche).[cita requerida]

### Cine
A los diecinueve años, alcanzó la fama por su papel de Jesús en la película El Evangelio según san Mateo, de Pier Paolo Pasolini (1964).

Yo era el secretario general del sindicato universitario de Barcelona, por supuesto clandestino, y como mi madre era italiana, me mandaron a Italia para conocer gente importante que pudiera venir a las universidades españolas o que nos diera dinero, porque no teníamos un duro. Estuve en Florencia y en Roma, donde conocí a los escritores Rafael Alberti, Vasco Pratolini y Giorgio Bassani, entre otros. Y el último día, el chico de las juventudes comunistas italianas que me acompañaba me dijo que teníamos tres horas para ver a un poeta que se llamaba Pier Paolo Pasolini. [...] Ya de camino, aquel chico me contó que hacía cine y que era homosexual. Llegamos a la casa, a nueve kilómetros de Roma, y nos abrió Pier Paolo. Entramos, nos hizo acomodarnos en el sofá, y entonces, él se fue corriendo a llamar a Ninetto, exclamando: «Ho trovato Gesù! Gesù è a casa mia!» [«¡He encontrado a Jesús! ¡Jesús está en mi casa!»].
Enrique Irazoqui

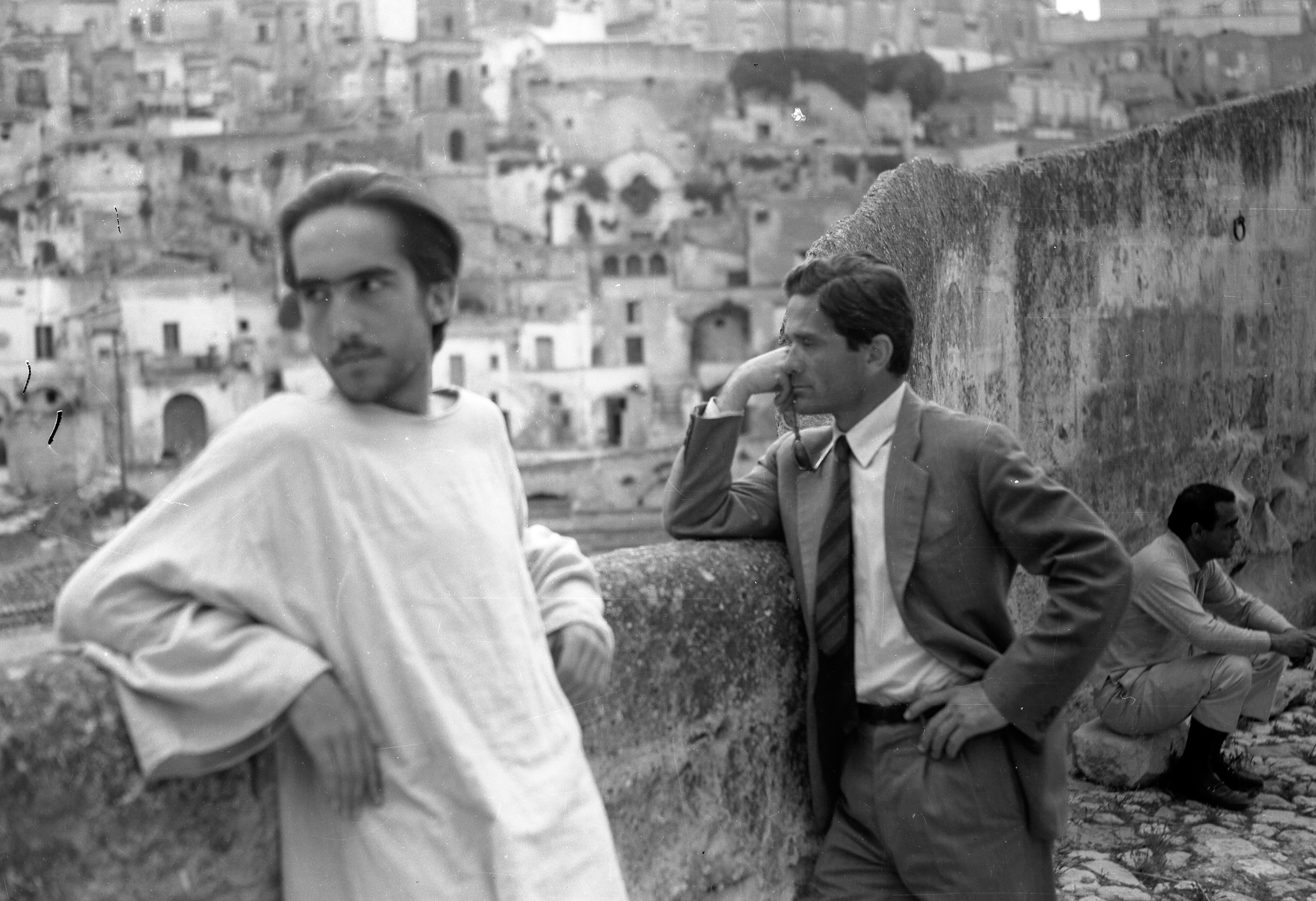
Irazoqui junto con Pasolini, en Matera, durante el rodaje de El Evangelio según san Mateo (1964).

En 2011, recibió la ciudadanía honoraria de la ciudad de Matera (Italia), donde se filmó dicha película. En octubre del mismo año, participó en el homenaje que el Instituto Valenciano de Cinematografía realizó al director con una retrospectiva completa de su filmografía. En septiembre de 2014, recibió un homenaje por parte de la Mostra de Venecia.

### Ajedrez
En 2002 fue el árbitro del torneo de ajedrez Brains in Bahrain entre el campeón del mundo Vladímir Krámnik y la computadora Deep Fritz, que finalizó en empate.
Falleció el 16 de septiembre de 2020.

## Papeles y películas
- Jesús en El Evangelio según san Mateo (1964, Italia), dirigida por Pier Paolo Pasolini.
- Noche de vino tinto (1966, España), dirigida por José María Nunes.
- Dante no es únicamente severo (1967, España), dirigida por Jacinto Esteva y Joaquim Jordà.
- El largo invierno (1992, España-Francia), dirigida por Jaime Camino.
- A la soledat (2008, España), dirigida por José María Nunes.